# Лебединка (Воронежская область)
Лебеди́нка — село в Богучарском районе Воронежской области.
Административный центр Первомайского сельского поселения.

## География
Село находится на юге Воронежской области, на правом берегу реки Левая Богучарка, на расстоянии 34 км  к юго-западу от города Богучар, административного центра района.

### Часовой пояс
Село Лебединка, как и вся Воронежская область, находится в часовой зоне МСК (московское время). Смещение применяемого времени относительно UTC составляет +3:00.

## История
Впервые отмечено в 1792 году на карте Воронежского наместничества как хутор Степанова. В 1930 году создан совхоз «Первомайский». К началу 1940-х годов к селу были присоединены хутор Высокий и посёлок совхоза «Первомайский». В 1960 году из совхоза был выделен откормсовхоз «Красный Дон», а в 1965 году было произведено разукрупнение хозяйства с организацией двух совхозов — «Первомайский» и «Восток».

## Население
| 2000 | 2005 | 2010 |
| ---- | ---- | ---- |
| 820  | ↘755 | ↗760 |

## Улицы
| - ул. Авиаторов, - ул. Гагарина, - ул. Клубная, - ул. Ленина, | - ул. Мира, - ул. Первомайская, - ул. Садовая, - ул. Свобода. |